# Tytthoscincus textus
Espèce
Synonymes
- Lygosoma textum Müller, 1894
- Sphenomorphus textum (Müller, 1894)

Tytthoscincus textus est une espèce de sauriens de la famille des Scincidae.

## Répartition
Cette espèce est endémique de Sulawesi en Indonésie. Son évolution insulaire en fait une espèce assez différente des autres spécimens de sa classe.

## Morphologie
Tytthoscincus textus est un lézard d’environ 20 cm de long. Sa couleur varie du brun au gris et il possède une queue très longue par rapport à la longueur totale de son corps.[à vérifier]

## Publication originale
- Müller, 1895 "1894" : Reptilien und Amphibien aus Celebes. Verhandlungen der Naturforschenden Gesellschaft in Basel, vol. 10, no 3, p. 825-843 (texte intégral).